# Ananas Berżenicki
Jabłoń domowa 'Ananas Berżenicki' – odmiana uprawna (kultywar) jabłoni domowej (Malus domestica 'Ananas Berżenicki'), należąca do odmian letnich. Odmiana została znaleziona jako przypadkowa siewka przez profesora Adama Hrebnickiego w Berżenikach koło Dukszt na Litwie. Popularna na terenie całej Polski w okresie międzywojennym. Później uprawa powoli zaczęła zanikać i obecnie spotykana bardzo rzadko głównie w nasadzeniach kolekcyjnych i starych sadach i ogrodach.
Odmiana dojrzewa wcześnie, w pierwszej połowie sierpnia, lecz ma bardzo nietrwałe owoce, ulegające szybko rozpadowi wewnętrznemu przez co stopniowo zostawała wypierana przez trwalsze odmiany.
Jest jedną z odmian preferowanych w polskim programie rolnośrodowiskowym mającym na celu ochronę zagrożonych zasobów genetycznych.

## Morfologia
PokrójDrzewa są długowieczne, wzrost silny, drzewa mają dużą, rozłożystą, lekko spłaszczoną koronę. Konary mocno zrośnięte z pniem, nie rozłamują się pod ciężarem owoców.
OwoceŚredniej duże, lub bardzo duże, kuliste, spłaszczone, nieco zwężające się ku kielichowi. Skórka jest gruba, kremowo biała po dojrzeniu kremowobiała. Nieliczne owoce (najczęściej eksponowane na słońce) pokrywają się rozmytym miedziano-różowym rumieńcem. Zagłębienie szypułkowe lejkowate, wąskie i głębokie. Miąższ jest ścisły, żótawobiały, kruchy, winnosłodki, lekko aromatyczny, smaczny.